# Ривз, Чарльз
Чарльз П. Ривз (англ. Charles P. Reeves; род. 1949) — американский кёрлингист.
В составе мужской сборной США участник чемпионата мира 1973 (заняли шестое место). Чемпион США среди мужчин.
Играл на позиции четвёртого, был скипом команды.
Его команда в неизменном составе играла с 1966 года до начала 1980-х, будучи сильнейшей в северо-восточных штатах США (Массачусетс, Новая Англия и т.д.) в то время.

## Достижения
- Чемпионат США по кёрлингу среди мужчин: золото (1973[6]), серебро (1972[2]), бронза (1974, 1975, 1976[2]).

## Команды
| Сезон   | Четвёртый   | Третий      | Второй    | Первый         | Турниры                       |
| ------- | ----------- | ----------- | --------- | -------------- | ----------------------------- |
| 1972—73 | Чарльз Ривз | Даг Карлсон | Генри Шин | Барри Бланчард | ЧСША 1973 · ЧМ 1973 (6 место) |

(скипы выделены полужирным шрифтом)

## Частная жизнь
Был женат на Марион Ривз (англ. Marion Reees, скончалась в 2014), они проживали в Уинчестере (штат Массачусетс), у них было пять детей, прожили вместе около пятидесяти лет. Жена также играла в кёрлинг.
Ривз и член его команды Генри Шин — двоюродные братья. Ещё один член его команды, Барри Бланчард, женат на сестре Ривза.